# Beati Paoli
I Beati Paoli è il nome con cui viene indicata una presunta setta segreta nata in Sicilia formata da individui che si definivano vendicatori-giustizieri-sicari, che sarebbe nata a Palermo, con il nome di vendicosi, intorno al XII secolo circa. Non ci sono però certezze circa la sua esistenza. Molti mafiosi usano il mito dei Beati Paoli come mito fondativo della stessa mafia. 

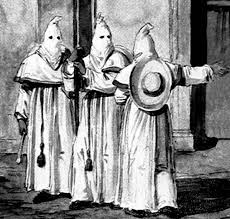
Alcuni dei Beati Paoli raffigurati in un'illustrazione

L'unica fonte a riportarla sono i "Diari" di Francesco Maria Emanuele marchese di Villabianca. A ritenere che sia realmente esistita è Francesco Paolo Castiglione nel saggio Indagine sui Beati Paoli.

## Presunta storia
L'associazione sarebbe stata costituita, secondo Francesco Maria Emanuele marchese di Villabianca, come reazione allo strapotere e ai soprusi dei nobili che amministravano direttamente anche la giustizia criminale nei loro feudi.
Non esiste documentazione che ne convalidi l'esistenza e l'operato, anche perché i racconti della tradizione popolare erano esclusivamente orali. Data la natura estremamente ambigua e a tratti leggendaria se ne ignorano gli sviluppi al di là del periodo del regno normanno in Sicilia.
Ad oggi vi sono molteplici teorie non concordanti tra loro che oscillano da una affermazione della loro storicità al convincimento che ci si trovi di fronte ad una invenzione letteraria, mentre è più facile trovare documentazione a partire dalla fine del XIX secolo su una diffusione in Sicilia di una convinzione popolare riguardo all'effettiva veridicità della setta.

### I "misteri" dei Beati Paoli e il presunto legame con lamafiain Italia
Lo scrittore e antropologo Giuseppe Pitrè (1841-1916) nel capitolo La mafia e l'omertà del suo Usi e Costumi diede questa definizione di associazione per delinquere ricavandola dal gergo dei detenuti della Vicaria, l'antico carcere di Palermo: «Cuncuma, s.f., riunione e compagnia di uomini, per lo più non buoni e giudicati come non buoni. Riunione segreta e misteriosa come quella dei Beati Paoli, che avevano le loro grotte paurose ed impenetrabili presso il giardino detto della Cuncuma. Essiri di la Cuncuma, essere del tal numero de' tristi, della cosca, aver l'arte e l'attitudine d'ingannare e prevedere gli inganni, esser furbo, ecc. A Palermo nel giardino della Cuncuma, vi era una grand'hosteria, et ivi giuntavano li guappi e taglia cantuni». Questo non esclude qualunque riferimento magico o soprannaturale a proposito del mistero che circonda la confraternita. I Beati Paoli si proposero, dunque, come un'associazione per delinquere, caratterizzata da una «ragione sociale», un «titolo», quasi come le tante Venerabili e Nobili Confraternite, forse collegata con esponenti del potere. Se i membri della setta fossero stati solo «guappi» o «vendicatori a basso costo» avrebbero reclutato esclusivamente persone di infimo rango sociale, non anche proprietari di patrimoni e sicuri redditi nonché nobili.
I Beati Paoli, successori sempre rinnovati dei vendicosi, secondo il marchese di Villabianca, sarebbero stati realmente una setta di sicari che si riuniva in gran segreto (dopo la mezzanotte, al lume delle candele e incappucciati di nero) nelle cripte sotterranee del quartiere del Capo per pianificare criminali disegni e approntare una sorta di tribunale. I loro committenti facevano parte della classe sociale mezzana che, non disponendo come i blasonati di uomini in armi al proprio servizio, si rivolgevano alla congregazione per le loro personali vendette, sfruttando la rinomanza di mistero che la distingueva e l'indiscussa approvazione popolare di cui beneficiava, e l'esecuzione di atti delittuosi.
Il mito dei Beati Paoli è stato, infatti, usato spesso da molti per documentare storicamente l'origine della mafia in Italia, sebbene tale provenienza sia stata più volte rigettata sia per la natura organizzativa che per gli effetti sulla popolazione: beneficiata dai primi, soggiogata dalla seconda.
Circa l'origine del nome, si è ipotizzato un collegamento con Francesco da Paola, patrono del regno di Napoli e Sicilia, fino al 1519 beato: gli aderenti della consorteria potevano circolare vestiti come i suoi minimi, frequentare le chiese e fare «cunciura» nei sotterranei. Pare usassero come emblema una croce sovrastata da due spade incrociate.

### Il "tribunale" dei Beati Paoli
Il presunto covo dei Beati Paoli è accessibile attraverso una cripta esistente nella chiesa palermitana di Santa Maria di Gesù al Capo (o Santa Maruzza ri Canceddi) che si affaccia sulla piazza ora dedicata alla temuta congrega. Un secondo ingresso dà sul vicolo degli Orfani che conduce al suddetto piazzale. Sopra la grotta si eleva il gentilizio palazzo Baldi-Blandano: al primo piano, tramite una piccola porta, si raggiunge l'antro. La cavità (probabilmente una cosiddetta camera dello scirocco, fatta scavare dagli aristocratici per riposarsi al fresco durante le afose giornate estive) è caratterizzata da un vano con un pozzo e un sedile semicircolare, mentre due anguste gallerie portano ad altre spelonche. Il sotterraneo, visitato da Luigi Natoli (1857-1941) e descritto nel suo romanzo, fu utilizzato come rifugio durante i bombardamenti della seconda guerra mondiale: attualmente il comune di Palermo ha intrapreso i lavori per il suo recupero.

## I Beati Paoli nella cultura di massa

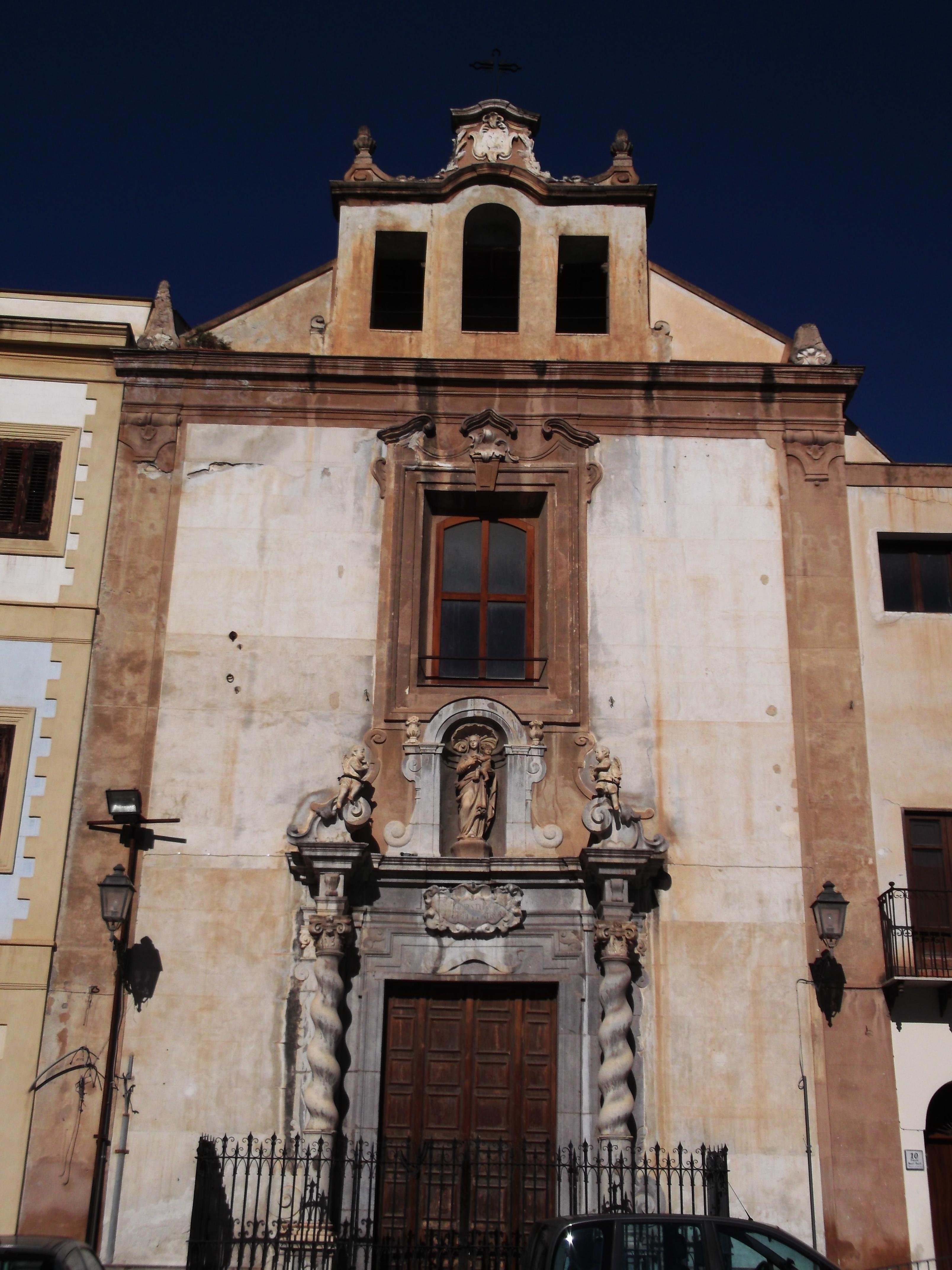
La chiesa di Santa Maria di Gesù al Capo, a Palermo

- Nelle pubblicazioni del 20 e 30 dicembre 1836 del periodico palermitano Il Vapore, Vincenzo Linares pubblicò il racconto I Beati Paoli.
- Nel 1909 Luigi Natoli fece del tema l'oggetto di un fortunato romanzo d'appendice con lo pseudonimo di William Galt, anche questo intitolato I Beati Paoli. La riedizione del libro proposta nel 1971 da Salvatore Fausto Flaccovio, sotto la sigla S.F.Flaccovio, Editore - Palermo, con un saggio introduttivo di Umberto Eco, ha giovato molto alla conoscenza della storia tra un pubblico più vasto, indipendentemente dall'irrisolto problema di quali siano gli elementi di fantasia e quelli storici nello scritto del Natoli. Secondo lo scrittore, la Palermo sotterranea nella quale agivano e si radunavano segretamente i Beati Paoli si trova per la precisione sotto il rione del Capo, in un reticolo di cunicoli e caverne facenti parte di un'antica necropoli cristiana situata tra la citata chiesa di Santa Maruzza e il vicolo degli Orfani. Nel romanzo di Luigi Natoli, la setta è strutturata in maniera piramidale. Al vertice, si trova il capo, ruolo che nel romanzo è attribuito al personaggio Coriolano della Floresta. Al di sotto, vi è la funzione di segretario generale o direttore della setta. Nel romanzo, è Girolamo Ammirata a rivestire questa funzione. Vi sono quindi 20 giudici da cui dipendono i relatori ed infine, sul gradino più basso dell'organizzazione, si trovano gli esecutori. La setta è un'organizzazione segreta. Il capo ha accesso all'identità di tutti i membri, mentre solo il segretario generale è a conoscenza di chi sia il capo. Illustrazione dell'organizzazione dei Beati Paoli nel romanzo di Luigi Natoli

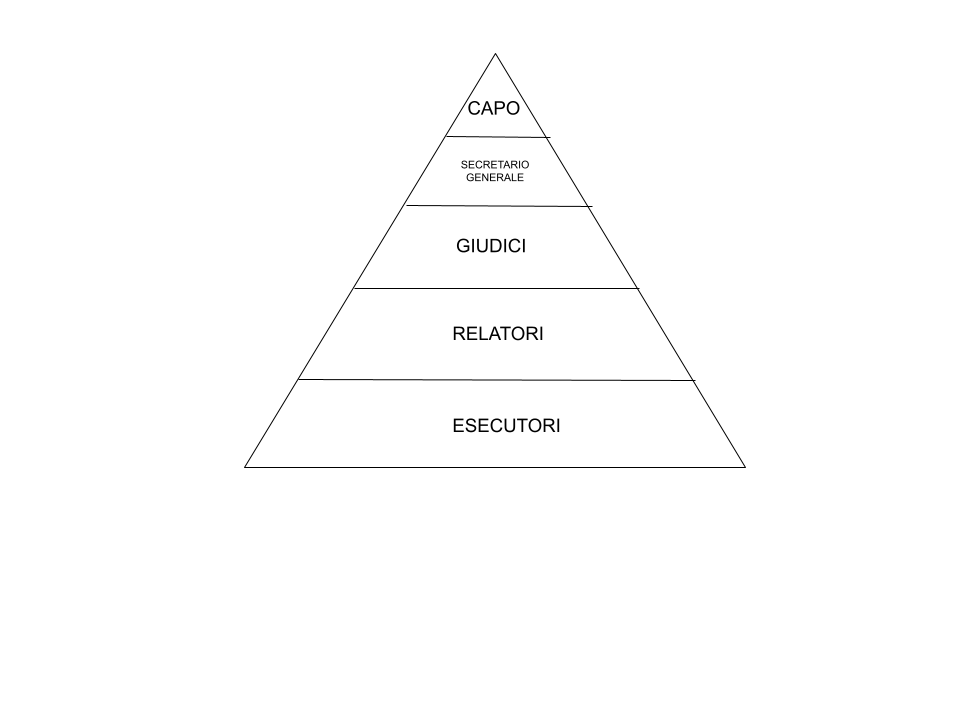
Illustrazione dell'organizzazione dei Beati Paoli nel romanzo di Luigi Natoli

- Nel film Il ritorno di Cagliostro si suppone che il regista Pino Grisanti abbia girato su di essi un film, oggi dimenticato, dal titolo Gli invincibili Beati Paoli.
- Pino Mercanti, nel 1947, diresse due drammi storici in costume ambientati nella Sicilia del XII secolo, I cavalieri dalle maschere nere (I Beati Paoli) e Il principe ribelle. Il dittico cinematografico è tratto dai due romanzi di Luigi Natoli, I Beati Paoli e Coriolano della Floresta.
- Nello sceneggiato televisivo trasmesso nel 1975, L'amaro caso della baronessa di Carini, il regista Daniele D'Anza prese spunto dalla leggenda dei Beati Paoli per l'intreccio delle vicende che fanno da sfondo a quel periodo storico.
- Nella serie televisiva Grimm, viene fatto il nome dei Beati Paoli, indicandoli come una setta legata alla mafia e "protettrice" del sonno dei morti, nel contesto di un Wesen torturato e ucciso nella forma wogen.
- Nella riduzione a fumetti del 1987, Beati Paoli, Coriolano della Floresta, in seguito, edita da Flaccovio e GdS a Palermo, con testi di Salvo Licata, illustrazioni di Massimo Crivello[16], collaboratori alla sceneggiatura e adattamento Domenico Denaro, consulenza storica Sebastiano Monieri.
- Nella riduzione a fumetti del film I cavalieri dalle maschere nere (I Beati Paoli), di Antonio La Torre Giordano, Stanislao Rizzuto e Fabrizio Dì Blasi, Edizioni Lussografica.
- Insieme alla storia del vecchio della montagna hanno costituito un'importante ispirazione per l'Ordine degli Assassini nella saga di Assassin's Creed.